# Xamanismo

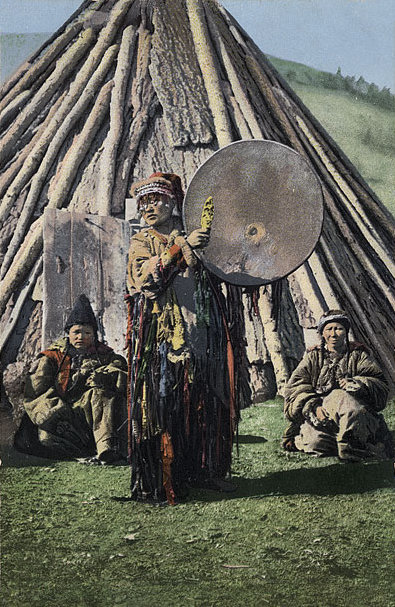
Postal russo baseado em uma foto tirada em 1908 por S.I. Borisov, mostrando uma mulher xamã provavelmente da etnia Khakas.

O xamanismo é um termo genericamente usado em referência a práticas etnomédicas, mágicas, religiosas (animista, primal), e filosóficas (metafísica), envolvendo cura, transe, transmutação e contato entre corpos e espíritos de outros xamãs, de seres míticos, de animais, dos mortos. Essencialmente técnicas de contato com o sagrado ou êxtase e, como analisa Jerome Rothenberg (1951-2010), utilizando uma linguagem, de certo modo precursora, do que conhecemos como poesia, uma criação de circunstancias linguísticas especiais como a canção e a invocação.
A palavra xamã vem do russo - tungue saman - e corresponde a práticas dos povos não budistas das regiões asiáticas e árticas especialmente a Sibéria (região centro norte da Ásia). Apesar, como assinala Mircea Eliade, da especificidade dessas práticas na região (em especial as técnicas do êxtase dos tungues, iacutes, mongóis, turco-tártaros etc.), não existe, contudo, origem histórica ou geográfica para o xamanismo como conhecido hoje, tampouco algum princípio unificador. Outros nomes para sua tradução seriam feiticeiros, médico-feiticeiros, magos, curandeiros e pajés.
Antropólogos discutem ainda na definição xamanismo a experiência biopsicossocial do transe e êxtase religioso, bem como as implicações sociais da definição do xamanismo como fato social. É considerado  uma tradição equivalente à magia enquanto prática individualizada relacionada aos problemas e técnicas e ciência da sobrevivência cotidiana (agricultura, caça, medicina, etc.) ou ao fenômeno religioso, abstrato, coletivo, normatizador.

## Xamã
O sacerdote do xamanismo é o xamã, que geralmente entra em transe durante rituais xamânicos, manifestando poderes incomuns, invocando espíritos, plantas etc., através de objetos rituais, do próprio corpo ou do corpo de assistentes e pacientes. A comunicação com estes aspectos sutis da vida pode se processar através de estados alterados de consciência. Estados esses alcançados através de batidas de tambor, danças, sonhos e até ervas enteógenas.
As variações "culturais" são muitas, mas, em geral, o xamã pode ser homem ou mulher, a depender da cultura, e muitas vezes há na história pessoal desse indivíduo um desafio, como uma doença física ou mental, que se configura como um chamado, uma vocação. Depois disto há uma longa preparação, um aprendizado sobre plantas medicinais e outros métodos de cura, e sobre técnicas para atingir o estado alterado de consciência e formas de se proteger contra o descontrole. Naturalmente o processo de aprendizagem e as "técnicas" empregadas variam de cultura para cultura.
O xamã é tido como um profundo conhecedor da natureza humana, tanto na parte física quanto psíquica.[carece de fontes?]
De acordo com Eliade (o.c.), entre os manchus e os tungues da Manchúria a tradição dos dons xamânicos costuma ser feita de avô para neto, pois o filho ocupa-se em prover as necessidades do pai, isso no caso dos amba xamã (xamãs do clã). Os xamãs independentes seguem a sua própria vocação. O reconhecimento como xamã só pode ser feito pela comunidade inteira depois de uma prova iniciática. Ainda segundo esse autor, que cogita certos distúrbios psicológicos, especialmente no processo de formação do xamã, o ideal iacuto de xamã é um homem sério, que sabe convencer os que estão à sua volta, não presunçoso, nem colérico. Entre os kazak-quirguizes o baqça, guardião das tradições religiosas é também cantor, poeta, músico, adivinho, sacerdote e médico.[carece de fontes?]
Talvez pela experiência do sofrimento antes da iniciação ou experiência de possessão o xamã é confundido com indivíduos portadores de distúrbio mental tipo epilepsia, histeria e psicose, Lévi-Strauss citando os estudos de Nadel e de Mauss na introdução à obra de Marcel Mauss afirma que existe uma relação entre os distúrbios patológicos e as condutas xamanísticas, mas que consiste menos numa assimilação das segundas aos primeiros do que na necessidade de definir os distúrbios patológicos em função das condutas xamanísticas. Afirma, ainda, baseado em estudos comparativos, que a frequência das neuroses e psicoses parecem aumentar nas regiões sem xamanismo e que xamanismo pode desempenhar um duplo papel frente as disposições psicopáticas: explorando-as por um lado, mas, por outro canalizando-as e estabilizando-as.[carece de fontes?]

## Xamanismo na Grécia Antiga
Não há, propriamente, a figura do xamã na Grécia Antiga, pois não se encontra uma palavra que o defina, tampouco é uma função social ou religiosa reconhecida. No entanto, existem elementos que permitem a discussão dessa figura no mundo grego antigo, apesar de ser um assunto polêmico entre estudiosos, com críticos e defensores. Através de um nome, o mais próximo para se nomear como xamã seria o ἰατρόμαντις (iatrómantis), uma espécie de médico ancestral (criticados pelos hipocráticos a partir do século V aC) que combina as noções de médico e mago, uma função reconhecida por agir através do uso da medicina, com unguentos e medicamentos, mas também pela recitação de palavras mágicas, encantamentos e orações.
A disputa teórica dos estudiosos sobre o xamanismo grego tem duas frentes, uma que reconhece em  gregos como Empédocles, Pitagóras, Ábaris e Epimênides a manifestação da figura do xamã, e uma outra frente que se recusa a identificar o xamanismo no mundo grego. Do ponto de vista dos defensores, os mais destacados são Peter Kingsley, Eric Dodds e Nicolas Grimaldi, e dos críticos Jan Bremmer e Roberte Hamayon. 

## Xamanismo entre osviquingues(Seiðr)
O seiðr, em muitos casos, foi descrito como uma feitiçaria realizada para "ferver" certos objetos imputados de poderes mágicos, sendo basicamente utilizado como um rito adivinhatório ou para assassinato, ou ainda como prescreve Boyer, relacionado a três ações básicas: prever o futuro, aprisionar, causar doenças/desgraças ou matar. A tradução do termo varia segundo os pesquisadores, mas geralmente é interpretada como sendo canto. Tratava-se de um ritual mágico de tipo divinatório e profético, com conotações xamanistas e uma arte mágica criada pela deusa Freia. Era um tipo de magia extática com transe, êxtase do celebrante e cantos da assembleia, geralmente realizada durante a noite e praticada sobre uma plataforma chamada de assento para encantamento (seiðhjallr). A sua realização era conectada com sons mágicos ou encantamentos, e a melodia era considerada bonita para os ouvidos. Também compreendia fórmulas mágicas para chamar tempestades e todos os tipos de injúrias, metamorfoses e predições de eventos futuros. Criada pela deusa Freyja, era praticada especialmente por mulheres chamadas seiðkonur (sing. Seiðkona). Para Neil Price seria antes de tudo uma forma de extensão do espírito e de suas faculdades, enquanto que para Zoe Borovsky a performance do seiðr simbolizaria o modelo vertical de universo (cosmológico) da árvore Yggdrasill. Como para o xamã, a praticante de seiðr devia descer ao mundo dos mortos para relatar os ensinamentos que buscam os vivos e para efetuar certos malefícios. A magia nórdica era tanto praticada por homens quanto por mulheres, com uma nítida especialização feminina. As Sagas estão repletas de práticas mágicas, mas maiores detalhes sobre o ritual do seiðr são desconhecidos.

## Xamanismo no Brasil

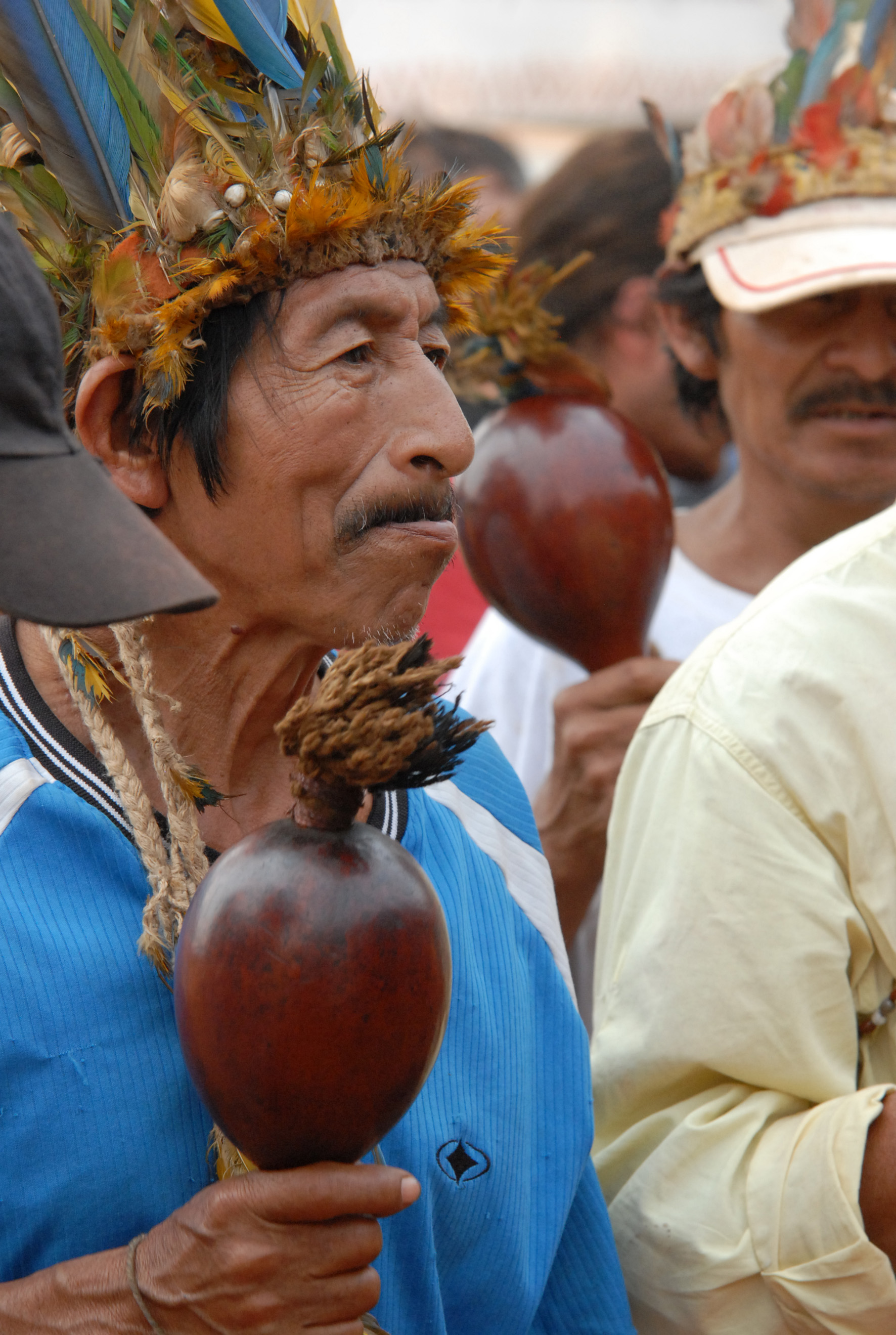
Xamã guarani com maracá.

O xamanismo é constante em diversas manifestações indígenas brasileiras. A palavra "pajé", de origem Tupi, se popularizou na literatura de língua portuguesa em referência ao xamã. Seu estudo, descrições de caso e comparação, tem sido recomendado para facilitar a implementação de práticas de assistência à saúde culturalmente adequadas. Em 2006 eram 215 os povos indígenas, com uma população de aproximadamente 345 mil indígenas, segundo dados da Funai.
Xamanismo ou Pajelança – Comunicação com os encantados e entidades ancestrais através de cânticos, danças assim como nos indígenas Guarani Kaiová e utilização de instrumentos musicais (maracá, zunidores) para captura e afastamento de espíritos malignos tipo mamaés, anhangás. Há também a utilização do jejum, restrições dietéticas, reclusão do doente, além de uma série de práticas terapêuticas que incluem: o uso do tabaco (o pajé fuma grandes cachimbos) e outras plantas psicoativas, aplicação de calor e defumação, massagens, fricções, extração da doença por sucção/ vômito, escarificação no tórax e locais inflamados com bico, dentes de animais ou fragmentos de cristais.[carece de fontes?]
No Brasil rural e urbano, apesar da tradição multi-étnica dos nativos, observa-se a presença dessas práticas médicas-religiosas em comunhão com rituais  de origem africana. Esse xamanismo é conhecido em algumas regiões como pajelança cabocla, culto aos encantados, toré, catimbó, candomblé de caboclo, em rituais de umbanda ou de tambor de mina, culto à Jurema sagrada.
Atualmente no Brasil existem várias vertentes de neo-xamanismo ou xamanismo urbano, entre estas linhas diversos grupos onde coexistem tradições espirituais diversas, uso de substâncias associados à "novos" saberes ou tradições.

## Uso de plantas psicoativas
Como foi dito, algumas práticas xamânicas são marcadas pelo uso de elementos extraídos de fontes naturais que levam o indivíduo a entrar em estados modificados de consciência denominados transe ou êxtase. Esses produtos, tem característica da presença de substancias psicoativas ou enteógenos. Para entender o efeito de tais substâncias não basta analisar a composição molecular e efeito bioquímico, é necessário situar-se no contexto (set) de utilização as expectativas e formas de uso da substância incluindo os mitos ou crenças a seu respeito.